# Agamodon
Genre
Agamodon est un genre d'amphisbènes de la famille des Trogonophiidae.

## Répartition
Les trois espèces de ce genre se rencontrent au Yémen et en Somalie.

## Description
Les espèces de ce genre sont des lézards apodes (sans pattes), ovipares, ayant un mode de vie fouisseur.

## Liste des espèces
Selon The Reptile Database (20 juil. 2011) :
- Agamodon anguliceps Peters, 1882
- Agamodon arabicus Anderson, 1901
- Agamodon compressus Mocquard, 1888

## Publication originale
- Peters, 1882 : Über eine neue Art und Gattung der Amphisbaenoiden, Agamodon anguliceps, mit eingewachsenen Zähnen, aus Barava (Ostafrica) und über die zu den Trogonophides gehörigen Gattungen. Sitzungsberichte der Königlich Preussischen Akademie der Wissenschaften zu Berlin, vol. 1882, p. 579-584 (texte intégral).